# Mezítlábas szerelem
A Mezítlábas szerelem (eredeti cím: Barfuss) 2005-ben bemutatott német filmvígjáték,  amely a Filmstiftung Nordrhein-Westfalen gyártásában készült. Főszereplője Nick, egy hedonista agglegény, akit a film rendezője, Til Schweiger alakít.

## Történet
Nick négy év alatt, mióta a barátnője elhagyta, még mindig nem talált magának stabil munkahelyet, ezért kénytelen elvállalni egy takarítói állást egy ideggyógyintézetben, hogy bebizonyítsa gazdag szüleinek: egyedül is boldogul. Itt megismerkedik a 19 éves Leilával, akit anyja a haláláig fogva tartott a házukban. Anyja halála után poszttraumás szindrómában szenved, alig beszél, és saját magáról semmit sem mond az őt kezelő orvosnőnek vagy a többi ápoltnak. Állandóan mezítláb jár. Nick megmenti a lány életét, amikor az fel akarja akasztani magát a zuhanyzóban. A férfit már az első napon kirúgják az állásból, mert szabadon hagyja a tisztítószereket és az egyik ápolt beleivott az egyik vegyszerbe. A lány ezután a férfi után lopózik, amikor az hazasétál a lakásába, és megkéri rá, hogy egy napot ott maradhasson. A lány azonban később is ragaszkodni kezd a férfihoz. Amikor a férfi vissza akarja vinni a kórházba, a lány megfenyegeti, hogy újból öngyilkos lesz. Nick ezért eleinte kényszerből, majd egyre nagyobb rokonszenvvel „élni” tanítja a külvilágtól eddig elzárt, ezért hétköznapi dolgokban is tapasztalatlan lányt (aki például még autóbuszon sem utazott soha). Három napon át utaznak együtt, miközben Nick az öccse esküvőjére igyekszik (aki a volt barátnőjét fogja elvenni), amire csak az anyja kedvéért megy el. Útjuk során kisebb-nagyobb balesetek történnek, többnyire a lány tapasztalatlansága miatt. A lány az esküvői vacsora után is rohamot kap, ezért a férfi úgy dönt, hogy mégiscsak vissza kell vinnie a kórházba, hogy orvosi kezelést és megfelelő gyógyszert kapjon. Ám miközben a férfit a családja próbálja visszafogadni egy családi hátterű, de kíméletlen üzleti vállalkozásba, Nick rádöbben, hogy Leila az élete értelme, ezért őrültségi rohamot szimulál, így ugyanabba a kórházba kerül, ahol Leilát is ápolják. A doktornő átlát a férfi trükkjén, de ő bevallja neki, hogy szereti a lányt és hogy szerinte az együttlétük a lány hasznára fog válni. (A filmből nem derül ki, de nincs arra való utalás, hogy szexuálisan érintkeztek volna egymással).  A doktornő végül beleegyezik a dologba, így Nick is „bentlakó” lesz az intézetben.

## Szereplők
| Szerep                      | Színész                 | Magyar hangja (1. szinkron, 2005) |
| --------------------------- | ----------------------- | --------------------------------- |
| Nick Keller                 | Til Schweiger           | Stohl András                      |
| Leila                       | Johanna Wokalek         | Solecki Janka                     |
| Frau Keller                 | Nadja Tiller            | Menszátor Magdolna                |
| Heinrich Keller             | Michael Mendl           | Szersén Gyula                     |
| Viktor Keller               | Steffen Wink            | Rosta Sándor                      |
| Janine                      | Alexandra Neldel        | Mészáros Szilvia                  |
| Dr. Blöchinger              | Imogen Kogge            | Illyés Mari                       |
| Dorothee nővér              | Andrea Paula Paul       | Agócs Judit                       |
| Sarah Sommer                | Janine Kunze            | Závodszky Noémi                   |
| Nele                        | Fanny Staffa            | Szabó Gertrúd                     |
| Jessica                     | Stefanie Stappenbeck    | N/A                               |
| Dieter Huhn teherautó sofőr | Axel Stein              | Elek Ferenc                       |
| Stefan Huhn                 | Markus Maria Profitlich | Bajomi Nagy György                |
| Pasas                       | Éric Judor              | Katona Zoltán                     |